# 特拉加塞特
特拉加塞特，是西班牙卡斯蒂利亚-拉曼恰昆卡省的一个市镇。总面积61平方公里，总人口347人（2001年），人口密度6人/平方公里。